# Iegor Feoktistov
Pour l’article homonyme, voir Feoktistov.
Iegor Nikolaïevitch Feoktistov (en russe : Егор Николаевич Феоктистов) est un joueur russe de volley-ball né le 22 juin 1993 à Beloretsk (Bachkirie). Il mesure 2,00 m et joue réceptionneur-attaquant.

## Clubs
| Club       | De        | À   |
| ---------- | --------- | --- |
| Oural Oufa | 2013-2014 | ... |

## Palmarès
- Championnat du monde des moins de 21 ans (1)
  - Vainqueur : 2013